# Mesnil-Martinsart
Mesnil-Martinsart är en kommun i departementet Somme i regionen Hauts-de-France i norra Frankrike. Kommunen ligger i kantonen Albert som tillhör arrondissementet Péronne. År 2022 hade Mesnil-Martinsart 237 invånare.

## Befolkningsutveckling
Antalet invånare i kommunen Mesnil-Martinsart
| Referens: INSEE |